# Moulin castral de Hollogne-sur-Geer
L'ancien moulin castral est un moulin à eau classé de la section de Hollogne-sur-Geer faisant partie de la commune de Geer en Belgique (province de Liège).

## Localisation
Les bâtiments de ce moulin à eau se situent dans le village hesbignon de Hollogne-sur-Geer, sur la rive gauche du Geer, une centaine de mètres après sa confluence avec le ruisseau d'Omal et au bout d'une impasse d'environ 80 mètres se raccordant à la rue du Centre, au no 27. L'altitude est de 120 m.

## Historique et description
Sous l’Ancien Régime, Hollogne faisait partie de la Principauté de Liège mais le village abritait aussi une seigneurie qui relevait du Comté de Namur. Cette seigneurie possédait en outre le château de Hollogne ainsi que le moulin castral construit en 1646 par Godefroid de Seraing, seigneur de Hollogne, et son épouse Hélène de Ponty. La façade principale est ainsi ornée d’une dalle portant le blason des Seraing-Ponty et la date 1646 ainsi que la devise latine de cette famille : Virtute et Patienta Vince (signifiant : Vaincs avec vertu et patience). Maintes fois remanié au cours des deux derniers siècles, le moulin construit en brique est resté en activité jusqu’en 1948. La roue à aubes métallique est toujours visible.

## Classement
La moulin à eau au bord du Geer à Hollogne-sur-Geer est classé  depuis le 13 janvier 1977 et repris sur la liste du patrimoine immobilier classé de Geer .  

## Sources et liens externes
- Ressource relative à l'architecture :   - Patrimoine classé de Wallonie
- Inventaire du patrimoine immobilier culturel
- Cirkwi.com